# David Ryan Harris
David Ryan Harris (ur. w Evanston) – amerykański gitarzysta, wokalista i kompozytor. Jego repertuar sięga od muzyki folkowej do R&B.

## Kariera
Jako gitarzysta Harris zaczął występować w latach 80. jako frontman pochodzącej z Atlanty grupy Follow for Now, grającej funk metal. Po otrzymaniu kontraktu z Chrysalis Records Follow for Now nagrała jeden album, który jednak nie cieszył się sukcesem i w 1994 roku członkowie grupy rozstali się.
Krótki czas później Harris rozpoczął jako gitarzysta współpracę z Dionne Farris, wokalistką zespołu Arrested Development. Współpraca ta zakończona została wydaniem albumu Wild Seed, Wild Flower w 1995 roku.
W 1997 roku Harris postanowił skoncentrować się na solowej karierze. Przy wsparciu producenta Brendana O`Briena, którego znał z czasów Follow for Now, udało mu się podpisać umowę z Columbia Records. Jego pierwszy solowy album otrzymał pozytywne recenzje, jednak ze względu na mieszankę stylów nie stał się komercyjnym sukcesem. W późniejszym okresie Harris wydał jeszcze dwa solowe albumy Soulstice (2003) i The Bittersweet (2006).
W międzyczasie założył, wraz z perkusistą Kennym Creswellem i basistą Johnnym Coltem trio Brand New Immortals. Grupa ta wydała najpierw udanego maxisingla z sześcioma utworami, a w roku 2001 album Tragic Show.
Aktualnie występuje z Johnem Mayerem, Dave'em Matthewsem i Carlosem Santaną.